# Решетниківське газонафтове родовище
Решетниківське газонафтове родовище — належить до Руденківсько-Пролетарського нафтогазоносного району Східного нафтогазоносного регіону України.

## Опис
Розташоване в Полтавській області на відстані 16 км від смт Нові Санжари.
Знаходиться в центральній частині приосьової зони Дніпровсько-Донецької западини. Старосанжарська соляна структура виявлена в 1950 р.
Поклади пов'язані з двома окремими структурними елементами криптодіапірової складки з передмезозойським рівнем підняття солі — мезозойською брахіантикліналлю субмеридіонального простягання, розташованою над соляним ядром, та елементом, до складу якого входять два тектонічні блоки півд.-сх. приштокової зони. Розміри юрського Покладу 1,3х0,5 м, амплітуда понад 40 м, а башкирських та серпуховських відкладів — 2,7х1,2 м. Перший промисл. приплив нафти отримано з відкладів середньої юри з інт. 490—530 м у 1964 р.
Поклади пластові, склепінчасті, екрановані тектонічними порушеннями та соляним діапіром, деякі також літологічно обмежені. Колектори — пісковики.
Експлуатується з 1971 р. Режим нафтових покладів — пружноводонапірний та газонапірний, газових — газовий. Запаси початкові видобувні категорій А+В+С1: нафти — 887 тис. т; розчиненого газу — 130 млн. м3; газу — 66 млн. м3. Вміст сірки у нафті 0,01—0,52 мас.%.